# Chiesa-oratorio di San Rocco (Riva San Vitale)
La chiesa-oratorio di San Rocco è un edificio religioso barocco costruito al posto di un edificio più antico a Riva San Vitale.

## Storia
La prima menzione dell'edificio risale al 1579, ma gli esterni della chiesa assunsero il loro aspetto attuale nel 1665. Gli interni, invece, furono ampiamente modificati nel corso del XVIII secolo. All'inizio di quel secolo, nel 1708, una modifica rilevante interessò anche gli esterni: sul lato del coro fu costruito il campanile. Nel corso del XX secolo la chiesa subì un restauro fra il 1941 e il 1946.

## Descrizione

### Esterni
L'edificio è orientato verso sud. La facciata, divisa in due registri e sormontata da un frontone, è scandita da due coppie di lesene binate.

### Interno
Di forma rettangolare, navata e presbiterio sono coperti da una volta a botte lunettata e prendono luce dalle finestre laterali. Tra il 1710 ed il 1715 vennero aggiunti capitelli decorativi corinzi con fiori e frutti. Le pareti sono decorate da alcuni dipinti realizzati fra il XVI e il XVIII secolo: la tela tardocinquecentesca Madonna tra i santi Rocco e Sebastiano, Salomè con la testa del Battista (dipinto fra il 1660 e il 1670 da Francesco Torriani), un secentesco Ritratto di papa Innocenzo XI Odescalchi e un Sant'Antonio da Padova d'inizio Settecento.
Settecenteschi sono pure l'Immacolata Concezione in stucco sull'altare e gli affreschi, attribuiti a Francesco Maria Bianchi, che decorano il coro: la struttura, modellata nel 1735, ospita una Gloria di San Rocco nella volta, e le Virtù cardinali nei pennacchi. Di poco posteriori, invece, le decorazioni del presbiterio: la balaustra, in marmo, è del 1740, l'altare policromo è dei medesimi anni e l'ancona con San Rocco entro una nicchia prospettica affrescato è del 1763.
Ricche di decorazioni anche le cappelle, dotate di una balaustra analoga a quella del presbiterio: l'altare di quella a sinistra ospita una nicchia con la statua della Madonna del Rosario, mentre quello a destra conserva, in posizione analoga, un Sant'Antonio da Padova (1722), affiancato da stucchi rococò realizzati forse da Francesco Vassalli fra il 1728 e il 1729.